# René Hausman
René Hausman (Verviers, 21 februari 1936 – Antwerpen, 28 april 2016) was een Belgisch illustrator en stripauteur.

## Biografie
Hausman stopte op 18-jarige leeftijd met zijn studies toen hij cartoonist Raymond Macherot ontmoette. Hij begon zelf met het tekenen van cartoons voor magazines. Vanaf 1957 werkte hij samen met Yvan Delporte aan de stripreeks Saki et Zunie. Vanaf 1959 tekende Hausman regelmatig de illustraties bij een pagina rond de dierenwereld in stripblad Robbedoes / Spirou (waar Yvan Delporte toen hoofdredacteur was). In 1965 maakte hij een album met geïllustreerde sprookjes van La Fontaine. Dit album met tekeningen in gouache verscheen bij uitgeverij Dupuis. Acht jaar later maakte Hausman een tweede deel, deze keer met tekeningen in chinese inkt en waterverf. Beide albums werden in een volume heruitgegeven in 2010. In 1979 maakte hij illustraties bij de sprookjes van Perrault. In 1985 maakte hij de strip Laïyna.
Hausman overleed in 2016 op 80-jarige leeftijd.
- Biblioteca Nacional de España: XX877550
- Bibliothèque nationale de France: cb119070236 (data)
- Gemeinsame Normdatei: 1125247215
- International Standard Name Identifier: 0000 0000 7360 3006
- Library of Congress Control Number: no2017093813
- Nederlandse Thesaurus van Auteursnamen: 072890053
- RKD-Nederlands Instituut voor Kunstgeschiedenis: 36504
- Système universitaire de documentation: 117018376
- Virtual International Authority File: 66468461
- WorldCat: E39PBJjT3m9BQqxwTGtvcXDrMP